# Sint-Willibrorduskerk (Vlierden)
De Sint-Willibrorduskerk is een kerkgebouw in Vlierden in de gemeente Deurne in de Nederlandse provincie Noord-Brabant. De kerk staat aan de Pastoriestraat 22. Om de kerk bevindt zich het kerkhof met een calvarieberg.
De kerk is gewijd aan Sint-Willibrord.

## Geschiedenis
Tussen 1232 en 1246 werd er in Vlierden een Mariakapel gesticht door Maria van Brabant en droeg de naam Onze Lieve Vrouw ter Schoot. De kapel werd een bedevaartsplaats die veelvuldig door pelgrims werd bezocht. Ze stond nabij de Oude Torenweg.
Aan het einde van de 17e eeuw vond de oprichting plaats van zelfstandige parochie in Vlierden en er werd een parochiekerk gebouwd.
In 1648 raakten de katholieken de kapel en de kerk kwijt aan de gereformeerden.
In 1672 werd op de plaats van de huidige kerk een schuurkerk gebouwd.
In 1798 kregen de katholieken hun kerk weer terug na een kerknaasting.
In 1846 raakte de schuurkerk buiten gebruik toen een nieuw kerkgebouw gereed kwam, de huidige kerk.
In 1902 brak men de kerktoren af om het bouwmateriaal te gebruiken voor wegverharding.
In 1930 werd de kerk uitgebreid, waarbij de sierlijke voorgevel verdween en het schip met twee traveeën werd verlengd. In 1957 werd de kerk hersteld en verder verbouwd.

## Opbouw
Het kerkgebouw is zuidwest-noordoost gebouwd en bestaat uit een moderne zuidwestgevel met betonnen omlijsting, een eenbeukig schip met zeven traveeën en een smaller koor van een travee met driezijdige koorsluiting. Het schip en het koor worden gedekt door een samengesteld zadeldak en hebben steunberen.